# José Bautista (lanzador)
José Joaquín Bautista Arias (Baní, 25 de julio de 1964) es un ex lanzador dominicano que jugó en las Grandes Ligas de Béisbol desde 1988 hasta 1997. 

## Carrera

### Como jugador
Bautista fue firmado por los Mets de Nueva York como amateur en abril de 1981. En 1984 se fue de 13-4 con una efectividad de 3.13 para Columbia en la South Atlantic League, y en 1985 se fue de 15-8 con una efectividad de 2.34 para Lynchburg en la Carolina League.
Bautista pasó siete años en el sistema de los Mets de Nueva York antes de ser seleccionado por los Orioles de Baltimore en el Rule 5 draft de diciembre de 1987. Se unió a la rotación de los Orioles en 1988, pasando cuatro años con ellos antes de mudarse a los Cachorros de Chicago (1993-94), los Gigantes de San Francisco (1995-96), los Tigres de Detroit (1997), y los Cardenales de San Luis (1997).
Como novato se fue de 15-6 con 76 ponches y una efectividad de 4.30 en 171⅔ entradas, incluyendo 25 aperturas y tres juegos completos, pero nunca fue capaz de aprovechar todo el potencial que mostró en su temporada debut. 
Se resurgió como relevista de los Cachorros en 1993, yéndose de 10-3 con una efectividad de 2.82 y 111⅔ entradas en 58 apariciones (7 como titular). Mantuvo a los bateadores en un promedio de bateo de .193 en juegos largos y cerrados.
Después de irse de 5-4 para Chicago en 1994 al lanzar en 58 juegos (2º en la liga), lanzó con San Francisco en los próximos dos años y pasó 1997 con Detroit y St. Louis para su última temporada en Grandes Ligas.
En una carrera de nueve temporadas, Bautista terminó con un récord de 32-42 con 328 ponches y una efectividad de 4.04 en 312 juegos, incluyendo tres salvamentos, 49 aperturas, 4 juegos completos, y 685⅔ entradas trabajadas.
Hasta 2010, fue quinto de todos los tiempos en juegos lanzados (312, justo detrás de Steve Stone) entre los jugadores judíos de la Grandes Ligas.

### Como entrenador
Bautista fue entrenador de pitcheo de las Burlington Bees en 2001-02, para los Idaho Falls Chukars en 2004-06, y para los Burlington Royals en 2007. Actualmente es el mánager de los Great Falls Voyagers, un equipo de novato de los Medias Blancas de Chicago. En 2010, se convirtió en instructor latino de los Medias Blancas de Chicago.

## Vida personal
Bautista es judío, de padre dominicano y madre israelí.